# Hechtia laxissima
Hechtia laxissima är en gräsväxtart som beskrevs av Lyman Bradford Smith. Hechtia laxissima ingår i släktet Hechtia och familjen Bromeliaceae. Inga underarter finns listade i Catalogue of Life.

## Bildgalleri

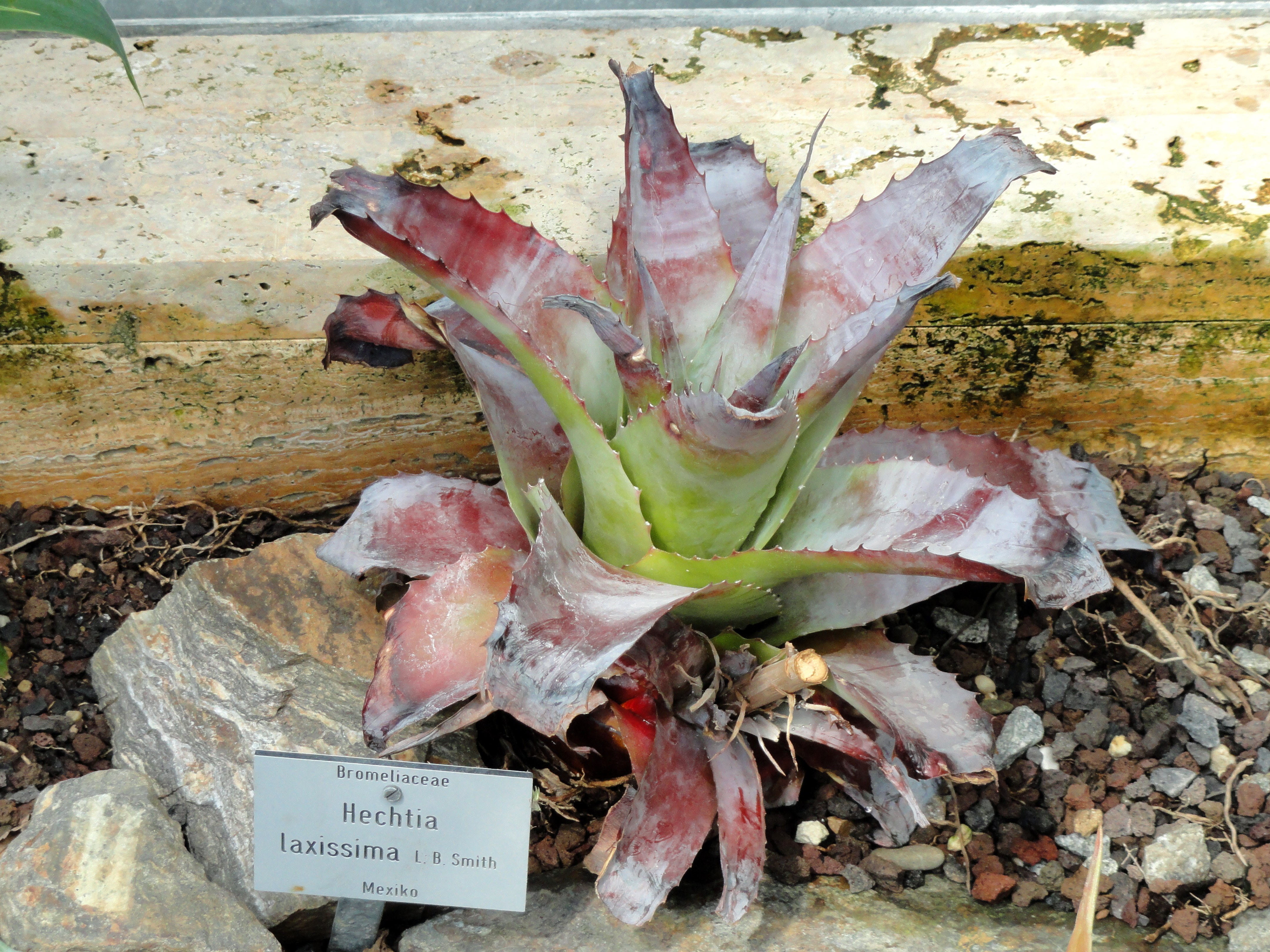